# 설퍼스프링스 (세인트루시아)

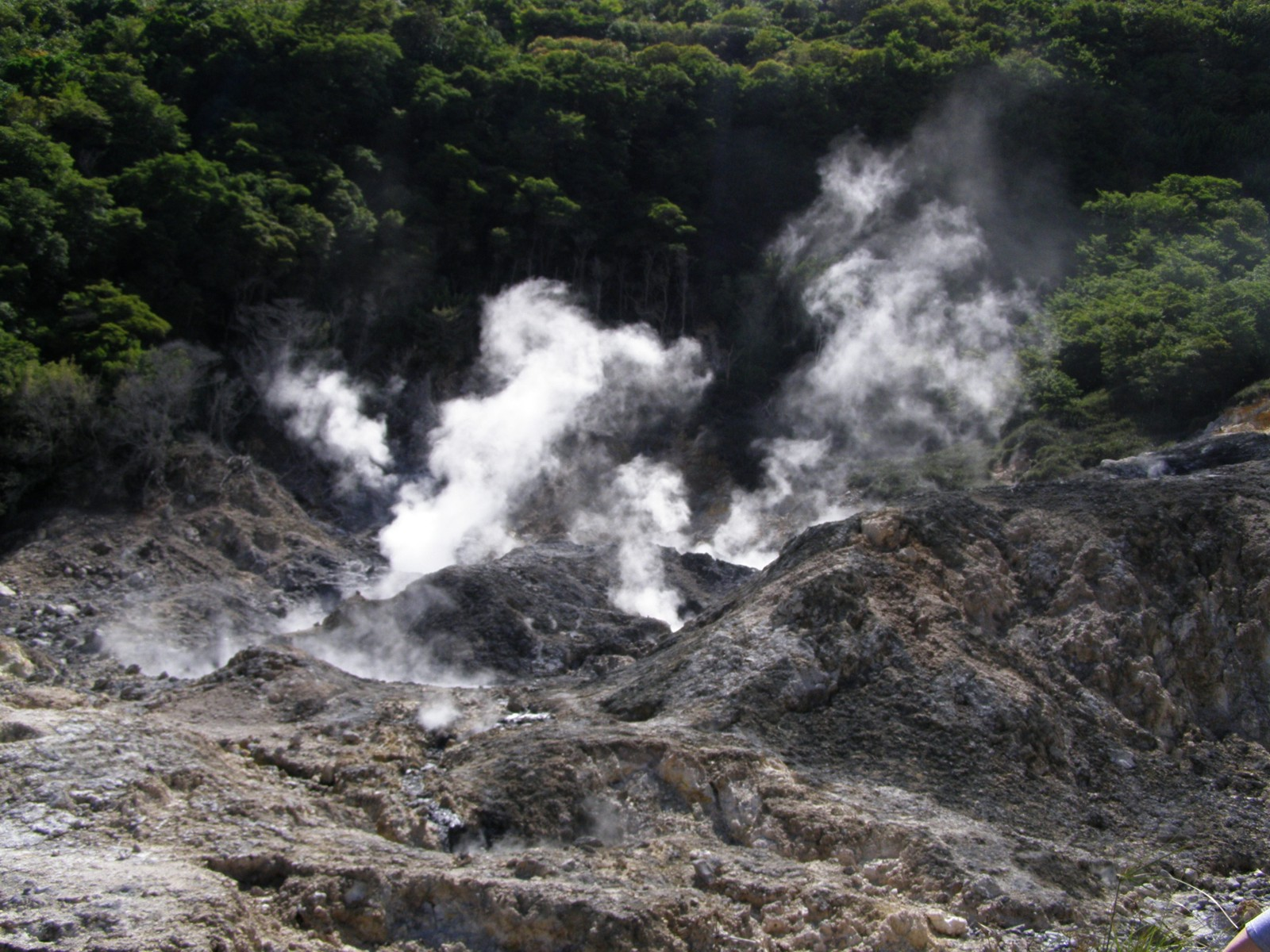
설퍼스프링스

설퍼스프링스(Sulphur Springs)는 세인트루시아의 마을 수프리에르에 있는 화산 분화구로, 활화산이다. 이 곳은
유황 온천이란 뜻을 가지고 있는 만큼 곳곳에 온천 구멍이 많이 있다. 이곳은 원래 분화구로, 많은 관광객들이 이곳을 많이 방문한다.
이곳은 세인트루시아에서도 활화산이기 때문에 중요한 보물로 여겨지고 있다.

## 사고
1990년대 이곳의 관광 가이드인 가브리엘이라는 사람이 뜨거운 진흙이 있는 구멍에 가까이 갔다가 발을 헛디뎌 가브리엘이 구멍 속에 빠지는 사고가 일어났다. 이로 인해 가브리엘은 전신 화상을 입고 오랫동안 병원 입원생활을 한 다음 어부로 살고 있다. 화산 분화구에 사람이 빠지는 경우는 이번이 처음이다.

## 설퍼스프링스 공원
이곳은 공원으로 정해져 차를 타고 분화구를 구경할 수 있다. 또는 차에서 내려 분화구를 구경할 수 있다. 가브리엘 사고 이후로 출입 금지되었으나, 여전히 많은 인기를 얻고 있다.